# جشنواره پویانمایی زاگرب
جشنواره پویانمایی زاگرب (انگلیسی: Animafest Zagreb) یک جشنواره فیلم بین‌المللی سالانه است که در زاگرب کرواسی برگزار می‌شود. این جشنواره در سال ۱۹۷۲ توسط آسیفا (ASIFA) آغاز به کار کرد. جشنواره پویانمایی زاگرب بعد از جشنواره پویانمایی انسی قدیمی‌ترین جشنواره پویانمایی در اروپاست. 